# ألبرت كاي
ألبرت كاي (بالإنجليزية: Albert Kay)‏ (22 نوفمبر 1895 بشفيلد في المملكة المتحدة - 1975 بولفرهامبتن في المملكة المتحدة) هو لاعب كرة قدم بريطاني (وحمل سابقاً جنسية المملكة المتحدة لبريطانيا العظمى وأيرلندا) في مركز الدفاع. لعب مع برمنغهام سيتي ووولفرهامبتون واندررز وWillenhall F.C. ‏.